# Achnahaird Bay
Achnahaird Bay är en vik i Storbritannien.   Den ligger i kommunen Highland och riksdelen Skottland, i den norra delen av landet, 800 km norr om huvudstaden London. Achnahaird Bay ligger vid sjön Loch Osgaig.